# Бардовци
Бардовци (мкд. Бардовци) су насеље у Северној Македонији, у северном делу државе. Бардовци припадају градској општини Карпош града Скопља. Насеље је северно предграђе главног града.

## Географија
Бардовци су смештени у северном делу Северне Македоније. Од најближег већег града, Скопља, насеље је удаљено 10 km северозападно.
Насеље Бардовци је у западном делу историјске области Скопско поље. Подручје око насеља је равничарско и под пољопривредом. Јужно од насеља протиче Вардар, а западно Лепенац. Надморска висина насеља је приближно 270 метара.
Месна клима је блажи облик континенталне климе услед слабог утицаја Егејског мора (жарка лета).

## Становништво
Бардовци су према последњем попису из 2002. године имали 1.472 становника.
Претежно становништво у насељу су етнички Македонци (97%). Остало су махом Срби.
Већинска вероисповест је православље.